# Périfosine
La périfosine est un alkyl-lysophospholipide apparenté structurellement à la miltéfosine et agissant comme inhibiteur enzymatique de la protéine kinase B (Akt) et des phosphoinositide 3-kinases (PI3K).
Il est en essai clinique comme médicament phospholipidique potentiel et était en étude pivot (phase III) en 2011 comme traitement contre la maladie de Kahler et le cancer du côlon ; le 2 avril 2012 était cependant annoncé que la périfosine n'avait pas passé la phase III comme traitement contre le cancer du côlon.